# لورينا فلور
لورينا فلور (بالإنجليزية: Laurina Fleure)‏ هي عارضة ازياء وشخصية تلفزيونية أسترالية، ولدت في 19 يونيو 1981 في ملبورن في أستراليا.

## وصلات خارجية
- لورينا فلور على موقع IMDb (الإنجليزية)